# 110405 Itoyumi
110405 Itoyumi è un asteroide della fascia principale. Scoperto nel 2001, presenta un'orbita caratterizzata da un semiasse maggiore pari a 2,7199541 au e da un'eccentricità di 0,1943711, inclinata di 13,77559° rispetto all'eclittica.